# This Modern Age
This Modern Age és una pel·lícula estatunidenca dirigida per Nick Grinde, estrenada el 1931. Originalment titulat "Girls Together", adaptació d'una història de Mildred Cram, es va oferir un premi de cinquanta dòlars a qualsevol de l'equip que pensés un títol millor per a la pel·lícula. "This Modern Age" va guanyar. [www.afi.com].
El juny de 1931 el "Motion Picture Herald" publicava la llista del repartiment amb Marjorie Rambeau com "Diane Winters", Sandra Ravel com "Louise" i Armand Kaliz com "l'amor de Diane." Rambeau no va aparèixer a la pel·lícula, i la participació de Ravel i Kaliz no es va confirmar. La productora confirma que Ravel era al repartiment, però el seu paper pot haver estat tallat al film. La producció tanmateix també mostra Ann Dvorak en el repartiment, però la seva aparició a la pel·lícula finalment no s'ha confirmat.
La publicitat de l'estudi també destaca que es va utilitzar una única presa de so per capturar i equilibrar els sons simultanis que tenen lloc al bany de Joan Crawford i Pauline Frederick pralant per al telèfon amb Albert Conti. Els enginyers de so, que utilitzaven una invenció que anomenaven la "vàlvula lleugera d'enregistrament de so", aconseguien la proesa després d'hores de treball.

## Argument
Valentine Winters (Crawford) és una nena de pares divorciats que no ha vist la seva sofisticada mare, Diane, (Frederick), en anys. Viatja a París on la seva mare està vivint com l'amant d'Andre de Graignon (Conti). Mentre és a París, Valentine coneix Tony (Monroe Owsley). Quan Valentine i Tony tenen un accident de cotxe, són rescatats pel jugador de futbol Bob (Hamilton). Bob i Valentine s'enamoren, i, quan ell convida els seus pares (Hobart Bosworth i Emma Dunn) a conèixer-la, tot surt malament. No volent perdre Bob, Valentine parla amb la seva mare.

## Repartiment
- Joan Crawford: Valentine 'Val' Winters
- Pauline Frederick: Diane 'Di' Winters
- Neil Hamilton: Robert 'Bob' Blake Jr.
- Monroe Owsley: Tony Girard
- Hobart Bosworth: M. Robert Blake Sr.
- Emma Dunn: Sra. Margaret Blake
- Albert Conti: André de Graignon
- Adrienne D'Ambricourt: Marie, la minyona
- Marcelle Corday: Alyce, la minyona
- Marjorie Rambeau: Diana 'Di' Winters (escenes suprimides)